# PMA-2 (Mine)
Die PMA-2 (Protivpešadijska Mina Antimagnetna - 2) ist eine in Jugoslawien hergestellte Antipersonenmine, die häufig während der Jugoslawienkriege eingesetzt wurde. Sie ist das Nachfolgemodell der PMA-1 und der Vorläufer der PMA-3. Sie wird umgangssprachlich auch als Pašteta bezeichnet.

## Beschreibung
Die PMA-2 besitzt ein hellgrünes oder weißes Kunststoffgehäuse in Form und Größe einer Schuhcremedose. Der Durchmesser der Mine beträgt 68 mm, die Höhe 61 mm. Mittig auf der Oberseite befindet sich ein eingeschraubter, chemischer Zünder vom Typ UPMAH-2 mit sternförmiger Druckplatte. Die Sprengladung besteht aus ca. 100 g TNT. Ausgeliefert werden die Minenkörper in Holzboxen zu je 150 Stück.

## Funktion
Bei einem Druck von mehr als fünf Kilogramm auf das sternförmige Druckstück wird ein Metallplättchen durchstoßen und auf die darunter liegende Initialladung Druck ausgeübt. Durch den Druck bzw. die Reibung auf die Initialladung entsteht eine chemische Reaktion, die Hitze erzeugt. Diese Hitze initiiert die Sprengkapsel und diese wiederum initiiert die Sprengladung.

## Einsatz
Eingeführt und eingesetzt wurde die PMA-2 im ehemaligen Jugoslawien. Der Vorteil der Mine liegt bei ihrem geringen Anschaffungspreis bei gleichzeitiger hoher Wirksamkeit. Ist die Mine verlegt, ragt lediglich das sechszackige, einem Kleeblatt ähnelnde Druckstück aus dem Boden, das vom Auge kaum wahrgenommen wird. In einigen Fällen wurden PMA-2 auch mit abgetrennten Zacken verlegt, um sie nahezu unsichtbar zu machen.

## Räumung
Die PMA-2 ist aufgrund ihrer geringen Größe und ihres geringen Metallgehalts von ungefähr zwei Gramm nur schwer mit Metallsuchgeräten auszumachen. Die PMA-2 wurde auch oftmals in unmittelbarer Nähe zu Panzerminen verlegt, um diese vor händischer Räumung zu sichern. Die besondere Gefahr hierbei liegt auch darin, dass viele Metallsuchgeräte bereits in einem Umkreis von einigen Zentimetern die Panzermine detektieren und die am Rande verlegten kleinen PMA-2 deshalb nicht erkannt werden und unentdeckt bleiben können. Zum Entschärfen wird gewöhnlich der Zünder gesichert und aus dem Minenkörper ausgeschraubt, oder die ganze Mine berührungsfrei gesprengt.

## Siehe auch

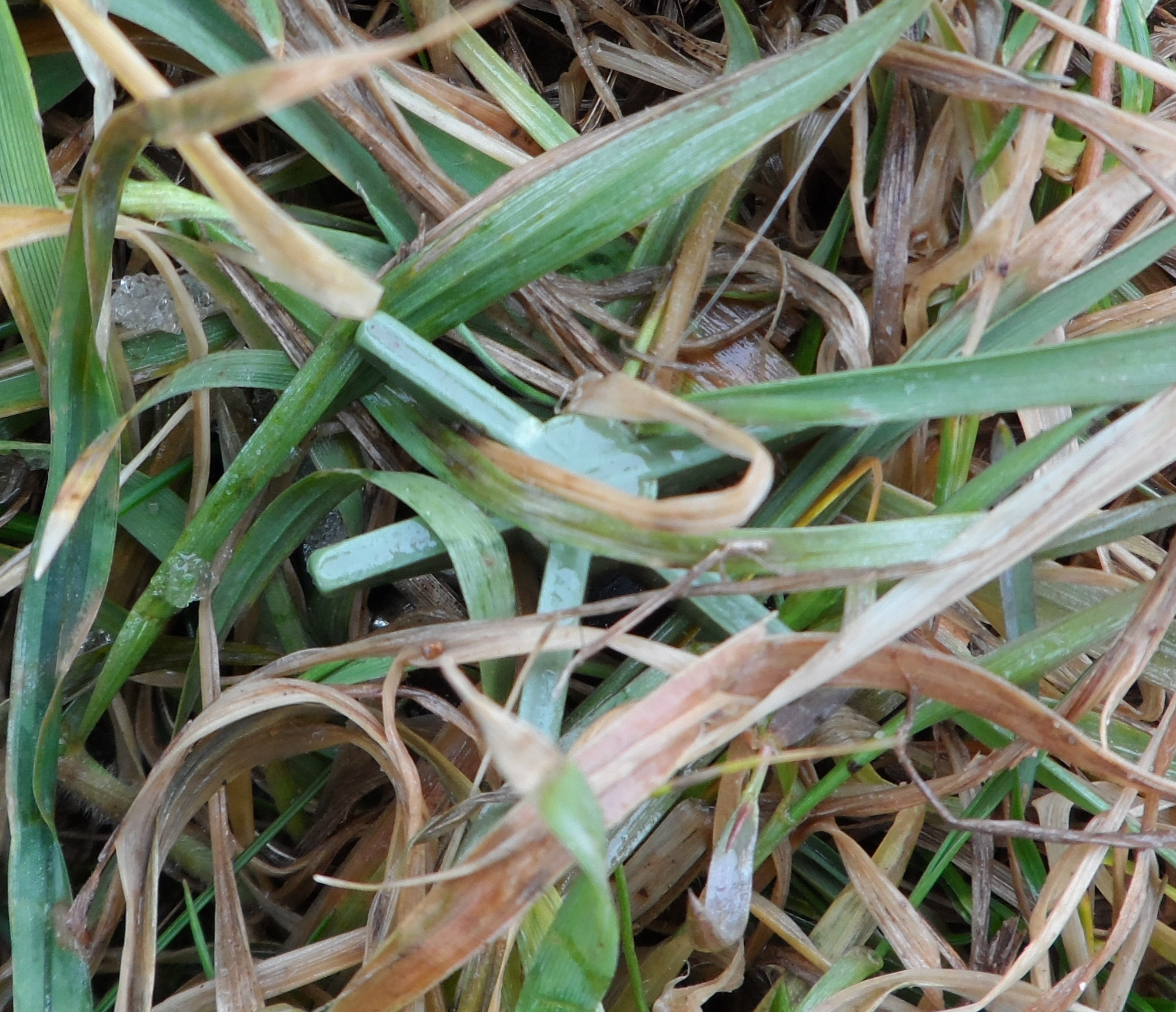
Zünder der PMA-2 im Gelände